# Élections municipales de 2001 dans Lanaudière
Les élections municipales québécoises de 2001 se déroulent le 4 novembre 2001. Elles permettent d'élire les maires et les conseillers de chacune des municipalités locales du Québec, ainsi que les préfets de quelques municipalités régionales de comté.

## Lanaudière

### Crabtree
| Poste/District             | Élu           | Type d'élection |
| -------------------------- | ------------- | --------------- |
| Maire                      | Denis Laporte | Sans opposition |
| Taux de participation: n/a |               |                 |

### Entrelacs
| Poste/District              | Élu           | Type d'élection |
| --------------------------- | ------------- | --------------- |
| Maire                       | Raynald Houle | Scrutin         |
| Taux de participation: 64 % |               |                 |

### L'Épiphanie (paroisse)
| Poste/District              | Élu              | Type d'élection |
| --------------------------- | ---------------- | --------------- |
| Maire                       | Claude J. Allard | Scrutin         |
| Taux de participation: 52 % |                  |                 |

### Lavaltrie
| Poste/District             | Élu           | Type d'élection |
| -------------------------- | ------------- | --------------- |
| Maire                      | Sylvie Thouin | Scrutin         |
| Taux de participation: n/d |               |                 |

### Notre-Dame-de-Lourdes
| Poste/District             | Élu          | Type d'élection |
| -------------------------- | ------------ | --------------- |
| Maire                      | André Bérard | Sans opposition |
| Taux de participation: n/a |              |                 |

### Saint-Alexis (paroisse)
| Poste/District             | Élu              | Type d'élection |
| -------------------------- | ---------------- | --------------- |
| Maire                      | Robert Perreault | Sans opposition |
| Taux de participation: n/a |                  |                 |

### Saint-Alexis (village)
| Poste/District             | Élu            | Type d'élection |
| -------------------------- | -------------- | --------------- |
| Maire                      | Adélard Éthier | Sans opposition |
| Taux de participation: n/a |                |                 |

### Saint-Ambroise-de-Kildare
| Poste/District             | Élu                 | Type d'élection |
| -------------------------- | ------------------- | --------------- |
| Maire                      | François Desrochers | Sans opposition |
| Taux de participation: n/a |                     |                 |

### Saint-Barthélemy
| Poste/District              | Élu                 | Type d'élection |
| --------------------------- | ------------------- | --------------- |
| Maire                       | Jean-Guy Laurendeau | Scrutin         |
| Taux de participation: 45 % |                     |                 |

### Saint-Charles-Borromée
| Poste/District             | Élu           | Type d'élection |
| -------------------------- | ------------- | --------------- |
| Maire                      | André Hénault | Sans opposition |
| Taux de participation: n/a |               |                 |

### Saint-Cléophas-de-Brandon
| Poste/District             | Élu           | Type d'élection |
| -------------------------- | ------------- | --------------- |
| Maire                      | Denis Gamelin | Sans opposition |
| Taux de participation: n/a |               |                 |

### Saint-Didace
| Poste/District              | Élu                | Type d'élection |
| --------------------------- | ------------------ | --------------- |
| Maire                       | Claude Archambault | Scrutin         |
| Taux de participation: 73 % |                    |                 |

### Saint-Donat
| Poste/District              | Élu             | Type d'élection |
| --------------------------- | --------------- | --------------- |
| Maire                       | Pierre Poudrier | Scrutin         |
| Taux de participation: 68 % |                 |                 |

### Saint-Félix-de-Valois
| Poste/District             | Élu           | Type d'élection |
| -------------------------- | ------------- | --------------- |
| Maire                      | André Asselin | Sans opposition |
| Taux de participation: n/a |               |                 |

### Saint-Jean-de-Matha
| Poste/District             | Élu               | Type d'élection |
| -------------------------- | ----------------- | --------------- |
| Maire                      | Normand Champagne | Sans opposition |
| Taux de participation: n/a |                   |                 |

### Saint-Liguori
| Poste/District              | Élu          | Type d'élection |
| --------------------------- | ------------ | --------------- |
| Maire                       | Roger Gaudet | Scrutin         |
| Taux de participation: 69 % |              |                 |

### Saint-Michel-des-Saints
| Poste/District             | Élu                   | Type d'élection |
| -------------------------- | --------------------- | --------------- |
| Maire                      | Jean-Pierre Bellerose | Sans opposition |
| Taux de participation: n/a |                       |                 |

### Saint-Roch-Ouest
| Poste/District             | Élu                  | Type d'élection |
| -------------------------- | -------------------- | --------------- |
| Maire                      | Jean-Charles Mercier | Sans opposition |
| Taux de participation: n/a |                      |                 |

### Saint-Sulpice
| Poste/District             | Élu              | Type d'élection |
| -------------------------- | ---------------- | --------------- |
| Maire                      | Michel Champagne | Sans opposition |
| Taux de participation: n/a |                  |                 |

### Sainte-Élisabeth
| Poste/District              | Élu                | Type d'élection |
| --------------------------- | ------------------ | --------------- |
| Maire                       | Jean-Eudes Poirier | Scrutin         |
| Taux de participation: 64 % |                    |                 |

### Terrebonne
| Poste/District              | Élu                  | Type d'élection |
| --------------------------- | -------------------- | --------------- |
| Maire                       | Jean-Marc Robitaille | Scrutin         |
| Taux de participation: 53 % |                      |                 |